# World Rally Championship (serie de videojuegos)
La serie de videojuegos sobre el World Rally Championship fue desarrollada por Evolution Studios entre 2001 y 2005. La serie consiste en cinco juegos originales lanzados para la consola PlayStation 2 y uno para la PSP. Toda esta saga está basada en el Campeonato Mundial de Rally usando pilotos, coches y Rallies oficiales.
La saga regresó en el año 2010 con el lanzamiento de WRC: FIA World Rally Championship pero esta vez de la mano de la desarrolladora italiana Milestone S.r.l..

## Lanzamientos
| 2001 | World Rally Championship (2001)                     |
| 2002 | WRC: FIA World Rally Championship Arcade            |
| 2002 | WRC II Extreme                                      |
| 2003 | WRC 3                                               |
| 2004 | WRC 4                                               |
| 2005 | WRC: Rally Evolved                                  |
| 2005 | World Rally Championship (2005)                     |
| 2006 |                                                     |
| 2007 | WRC: FIA World Rally Championship                   |
| 2008 |                                                     |
| 2009 |                                                     |
| 2010 | WRC: FIA World Rally Championship                   |
| 2011 | WRC 2: FIA World Rally Championship                 |
| 2012 | WRC 3: FIA World Rally Championship                 |
| 2013 | WRC Powerslide                                      |
| 2013 | WRC 4: FIA World Rally Championship                 |
| 2014 | WRC FIA World Rally Championship: The Official Game |
| 2015 | WRC 5                                               |
| 2016 | WRC 6                                               |
| 2017 | WRC 7                                               |
| 2018 |                                                     |
| 2019 | WRC 8                                               |
| 2020 | WRC 9                                               |
| 2021 | WRC 10                                              |
| 2022 | WRC Generations                                     |

## Etapa Evolution Studios

### World Rally Championship
World Rally Championship fue lanzado para PlayStation 2 en Europa el 30 de noviembre de 2001 y en Norteamérica el 21 de marzo de 2002. El juego cuenta con licencia de la FIA incluyendo coches, etapas y pilotos de la temporada 2001 del Campeonato Mundial de Rally y tiene un modo carrera permitiendo al jugador hacer el Campeonato Mundial de Rally. El juego también incluye una simulación de daños tanto en el aspecto visual como en el mecánico si el jugador choca.

### WRC II Extreme
WRC II Extreme es el juego siguiente al World Rally Championship y fue puesto a la venta en Europa y en Japón el 27 de noviembre de 2002. Contiene rallies, equipos, coches y pilotos de la temporada 2002 del Campeonato Mundial de Rally. También incluye coches extremos diseñados por los equipos. La banda sonora principal del WRC II EXtreme fue producida por The Chemical Brothers. Además, las canciones Come with us/The test y Star Guitar del álbum de The Chemical Brothers Come With Us fueron también incluidas en el videojuego.

### WRC 3
WRC 3 es la segunda continuación de World Rally Championship. Fue lanzada en Europa el 21 de noviembre de 2003 y en Japón el 27 de mayo de 2004. Contiene Rallies, equipos, coches y pilotos de la Temporada 2003 del Campeonato Mundial de Rally. También contiene coches extremos y coches concept diseñados por los equipos.

### WRC 4
WRC 4 es la cuarta entrega de la saga World Rally Championship y fue lanzada en Europa el 22 de octubre de 2004 y en Japón el 7 de abril de 2005. Contiene también rallies, equipos, coches y pilotos oficiales de la Temporada 2004 del Campeonato Mundial de Rally. También contiene coches extremos diseñados por los equipos y ahora también incluye coches del grupo S1600 y Grupo N4.

### WRC: Rally Evolved
WRC: Rally Evolved o WRC 5 es el último juego de la saga para PlayStation 2. Fue lanzado exclusivamente para Europa el 28 de octubre de 2005. El juego incluye rallies, equipos, coches y pilotos oficiales de la Temporada 2005 del Campeonato Mundial de Rally. También incluye coches extremos, concepts, S1600 y Grupo N además de coches pertenecientes al Grupo B de los años 80.

### World Rally Championship (PSP)
En el año 2005, el estudio de videojuegos británico Traveller's Tales y SCE desarrollaron una nueva entrega del WRC para la consola portátil PSP basada en WRC: Rally Evolved que había sido lanzado recientemente para la PlayStation 2. Este juego fue lanzado en Europa el 18 de noviembre de 2005, en Japón el 9 de marzo de 2006 y en Norteamérica el 18 de abril de 2006. Como su predecesor, está basado en la Temporada 2005 del Campeonato Mundial de Rally e incluye 30 coches WRC, evolution y extreme completamente deformables. En el modo campeonato, los jugadores tienen la oportunidad de jugar la temporada 2005 del WRC entera como cualquier piloto oficial de los 17 registrados en 2004 de la mano de 6 fabricantes oficiales, participando en 16 rallies oficiales abarcando 5 continentes y 16 países. Además, hay 19 etapas extras y contenidos descargables disponibles para los jugadores. Además del modo campeonato, hay también modos de rally rápido, contrarreloj, y rally individual para un jugador. World Rally Championship soporta varios modos ad hoc multijugador como: contrarreloj inalámbrica, basado en tiempos de etapas, rallies y campeonatos. Sin embargo, no es cómo la versión de PS2, la nueva versión de PSP no incluye la simulación de daños aunque el daño visual en el vehículo puede verse.

## Etapa Milestone

### WRC: FIA World Rally Championship
WRC: FIA World Rally Championship fue lanzado en Europa el 8 de octubre de 2010 y en Japón el 14 de abril de 2011. Es el primer juego que está lincenciado oficialmente por WRC desde el WRC: Rally Evolved del año 2005. Es también el primer juego oficial del WRC lanzado para Xbox 360 y Microsoft Windows. Incluye los coches oficiales, pilotos y copilotos de la temporada 2010 del Campeonato Mundial de Rally y las 3 categorías inferiores al WRC oficiales: Campeonato Mundial de Rally de Automóviles de Producción, Campeonato Mundial de Rally Super 2000 y Campeonato Mundial de Rally Junior.
Un paquete descargable de coches, incluyendo coches del grupo B de los años 80, fue lanzando a la misma vez que el juego.

### WRC 2: Fia World Rally Championship
WRC 2: Fia World Rally Championship fue lanzado para PlayStation 3, Xbox 360 y Microsoft Windows en Europa el 14 de octubre de 2011 y en Japón el 16 de febrero de 2012. Es la segunda entrega desde el regreso de la saga desarrollada por Milestone S.r.l. y el juego oficial de la temporada 2011 del Campeonato Mundial de Rally, incluye rallies, equipos, pilotos y coches oficiales de la temporada 2011 además de incluir las categorías satélites oficiales.

### WRC 3: FIA World Rally Championship
WRC 3: FIA World Rally Championship en Europa el 12 de octubre de 2012. Es la tercera entrega desde el regreso de la saga desarrollada por Milestone S.r.l. y el juego oficial de la temporada 2012 del Campeonato Mundial de Rally, incluye rallies, equipos, pilotos y coches oficiales de la tempora 2012 además de incluir las categorías satélites oficiales.

### WRC 4: FIA World Rally Championship
WRC 4: FIA World Rally Championship salió a la venta para las plataformas PS3, Xbox 360, PlayStation Vita y PC en octubre de 2013 en Europa. Es el cuarto título de la saga WRC elaborado por la empresa Milestone y es el videojuego oficial de la temporada 2013 del Campeonato Mundial de Rallies. En el videojuego se muestran los vehículos y los coches de la temporada 2013.

## Etapa Kylotonn

### WRC 5: Fia World Rally Championship
WRC 5: FIA World Rally Championship salió a la venta para las consolas PS4, PS3, Xbox 360, Xbox One y para el ordenador personal en octubre de 2015. Es el primer título de la serie WRC que ha salido para las consolas de nueva generación. WRC 5 fue desarrollado en París por la empresa francesa Kylotonn y ha sido editado por Big Ben Interactive. WRC 5 es el videojuego oficial de la temporada 2015 del Campeonato Mundial de Rally, en el juego se muestran los vehículos y las etapas de la temporada 2015 y un trazado de 400 kilómetros.

### WRC 6: FIA World Rally Championship
WRC 6: FIA World Rally Championship saldrá a la venta para las plataformas PS4, Xbox One y PC en octubre de 2016. Ha sido desarrollado en París por la empresa Kylotonn y ha sido editado por Big Ben Interactive. WRC 6 es el videojuego oficial del Campeonato Mundial de Rallies. En el videojuego se muestran los vehículos y las etapas de la temporada 2016.